# Payback (2015)
Payback (2015) — щорічне pay-per-view шоу «Payback», що проводиться федерацією реслінгу WWE. Шоу відбулося 17 травня 2015 року у Royal Farms арена в місті Балтимор, штат Меріленд, США. Це було третє шоу в історії Payback. Сім матчів відбулися під час шоу та ще два перед показом.